# جایزه آموزش صلح یونسکو
جایزه آموزش صلح یونسکو (انگلیسی: UNESCO Prize for Peace Education) از سال ۱۹۸۱، سالانه اعطا شده‌است. هدف اصلی این جایزه، تلاش برای دستیابی به یک آموزش عالی با کیفیت عالی می‌باشد.
مبلغ این جایزه بالغ بر ۶۰۰۰۰ دلار آمریکایی می‌باشد و در راستای قانونی اساسی یونسکو، فعالیت‌های فوق‌العاده ای برای آموزش صلح به ارمغان می‌آورد.